# Tropidosaura montana
Tropidosaura montana är en ödleart som beskrevs av  Duméril och BIBRON 1839. Tropidosaura montana ingår i släktet Tropidosaura och familjen lacertider.

## Underarter
Arten delas in i följande underarter:
- T. m. montana
- T. m. natalensis
- T. m. rangeri